# DITel
DITEL SA – spółka wydzielona ze struktur Telekomunikacji Polskiej, miała za zadanie publikowanie spisu abonentów byłej Telekomunikacji Polskiej, do czego zmuszony był publikować swoje dane każdy operator telekomunikacyjny. Produktami firmy były:
- książka telefoniczna, zawierająca spis abonentów indywidualnych, branżowy spis firm i instytucji oraz alfabetyczny spis firm i instytucji – abonentów Telekomunikacji Polskiej. Była wydawana do 2009 roku. Od 2010 roku do 2012 roku logo tej książki widniało na pierwszej stronie Polskich Książek Telefonicznych, razem z ich logiem.
- płyta CD zawierająca spis abonentów
- były serwis internetowy ditel.pl. Działał jeszcze w styczniu 2013 roku. Strona Ditela została przejęta przez Polskie Książki Telefoniczne.

## Właściciele
| Lata        | Właściciel                |
| ----------- | ------------------------- |
| 2002 – 2008 | Telekomunikacja Polska SA |
| 2008        | European Directories SA   |

Po przejęciu przez European Directories SA podjęto działania zmierzające do fuzji pkt.pl Polskie Książki Telefoniczne Sp. z o.o., co poskutkowało połączeniem do pkt.pl.